# Bellfort
Bellfort és una població i terme del municipi noguerenc de la Baronia de Rialb, al Segre Mitjà.

## Descripció i situació
El poble i parròquia de Bellfort formen part de l'històric Rialb Jussà, és a dir, de la part més baixa de la vall del Rialb, si bé el nucli de la població està allunyat del riu. Bellfort és un terme que s'estén a migdia a Palau de Rialb, des de la carena, on passa la carretera que va de Gualter, voreja la Serra de Rialb i arriba als Pallars (C-1412b), fins al fons de la riera de Torreblanca, en un terreny escabrós de torrents, boscos i algun planell. La capella, dedicada a Sant Serni, i algunes cases juntes es troben en un planell de mitja costa, a uns dos quilòmetres de la carretera esmentada. Hi destaquen l'església d'art romànic rural de Sant Serni de Bellfort i el mas d'allotjament rural de Masia Solsona.

## Història
En aquesta banda del Rialb, el comte d'Urgell Ermengol VII i la seva muller Dolça de Foix feren diverses donacions als monjos militars de l'orde de Sant Joan de Jerusalem, entre les quals fou una de 1164, que consistí en el poble de Bellfort juntament amb altres llocs que s'aixoplugaven sota la batllia de Gombau de Ribelles; en altre document la donació comprèn Sant Salvador d'Isot, que sembla que havia de ser en aquest enjondre; en el terme veí de Gavarra hi ha un topònim semblant, que és la Font d'Isop, com diu la gent del país. Més endavant Bellfort fou de la comanda de Sant Joan de Berga i de comanda de Santa Maria de Costoja; durant el segle xiv passà al domini de Susterris (Talarn) fins al temps de la desamortització. Segons el fogatjament de 1378 s'hi comptabilitzaven 5 eclesiàstics de l'orde dels hospitalers.
No s'hi formà en aquest indret cap comunitat monacal i era regit per un castlà o batlle. Més tard (1449), els hospitalers hagueren de pledejar contra els germans Arnau Guillem i Gispert de Ponts, que es volien fer amos d'aquest castell. En tenia cura el monjo benedictí de Sant Cugat del Vallès, Joan Ortal.
Fou municipi independent fins a meitat del segle xix quan es va integrar a la Baronia de Rialb.